# Emilio Broglio

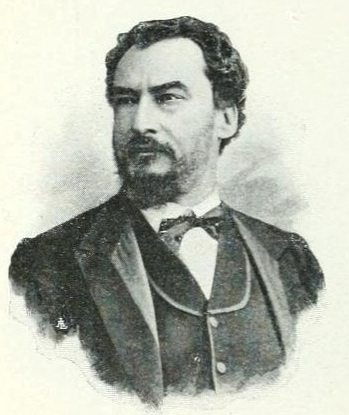
Emilio Broglio

Emilio Broglio, född 13 februari 1814 i Milano, död 21 februari 1892 i Rom, var en italiensk skriftställare och politiker. 
Broglio var vid utbrottet av 1848 års revolution lärare i politik och nationalekonomi i Milano, blev därefter sekreterare i den provisoriska regeringen och förde underhandlingarna med kung Karl Albert av Sardinien. Efter revolutionens undertryckande var han professor i Turin, men återvände 1859 till Milano, där han utgav tidningen "La Lombardia". 
Broglio var 1861–76 ledamot av italienska parlamentet och 1867–69 undervisningsminister i Luigi Federico Menabreas kabinett. Han utgav bland annat Dell'imposta sulla rendita e del capitale in Inghilterra e negli Stati Uniti (två band, 1856; 25 till Camillo di Cavour riktade brev) och ett par arbeten om Fredrik II av Preussen (1874–76 och 1879–80) samt redigerade tillsammans med Giovan Battista Giorgini sedan 1869 "Nuovo vocabolario della lingua parlata".